# Papilio forbesi
Espèce
Papilio forbesi est une espèce de lépidoptères (papillons) de la famille des Papilionidae. L'espèce est endémique de l'île de Sumatra en Indonésie. 